# Aiceona japonica
Aiceona japonica är en insektsart. Aiceona japonica ingår i släktet Aiceona och familjen långrörsbladlöss. Inga underarter finns listade i Catalogue of Life.